# Manéhouville
Manéhouville ist eine französische Gemeinde mit 216 Einwohnern (Stand: 1. Januar 2022) im Département Seine-Maritime in der Region Normandie (vor 2016 Haute-Normandie). Sie gehört zum Arrondissement Dieppe und zum Kanton Luneray (bis 2015 Kanton Longueville-sur-Scie). Die Einwohner werden Manéhouvillais genannt.

## Geographie
Manéhouville liegt im Pays de Caux etwa 12 Kilometer südlich von Dieppe am Scie.
Nachbargemeinden von Manéhouville sind Sauqueville im Norden und Nordwesten, Anneville-sur-Scie im Osten, Crosville-sur-Scie im Süden und Südosten, Bertreville-Saint-Ouen im Südwesten sowie Auppegard im Westen.
Durch die Gemeinde führt die Route nationale 27.

## Bevölkerungsentwicklung
| Jahr                      | 1962 | 1968 | 1975 | 1982 | 1990 | 1999 | 2006 | 2013 |
| Einwohner                 | 153  | 141  | 171  | 206  | 218  | 183  | 201  | 217  |
| Quelle: Cassini und INSEE |      |      |      |      |      |      |      |      |

## Sehenswürdigkeiten
- Kirche Notre-Dame aus dem 12. Jahrhundert
- Reste des Schlosses aus dem 17. Jahrhundert